# Hervé Yannou
Hervé Yannou (né le 6 avril 1976 à Quimper) est un historien et journaliste français. Correspondant de presse pendant plusieurs années à Rome,, puis plume et conseiller de Jean-Marc Ayrault, maire de Nantes, président de Nantes Métropole, puis Premier ministre.

## Biographie
Il est administrateur des Monuments nationaux et l'auteur de plusieurs études, analyses et ouvrages sur l'histoire de la laïcité, la séparation des Églises et de l'État en 1905, et la papauté contemporaine.

## Publications
- Le Vatican Codes Secrets, Les Alde Nouvelles éditions, 2025  (ISBN 978-2-9597805-0-9) https://www.lesaldenouvelleseditions.com/le-vatican-codes-secrets-une-miscellanee-
- Rome-Angers. Hommage à Philippe Levillain, hors-série Religion(s) et Pouvoir(s), Revue internationale Dire et Chanter les Passions, juin 2023, p. 5-9 https://www.dclp.eu/religions-et-pouvoirs/
- La table des Nantais, Aude Cassayre, Hervé Yannou, préface de Jean-Marc Ayrault, Nantes, Editions d'Orbestier, 2013  (ISBN 978-2-84238-171-4).
- En direct de la cour des papes. La télévision et le Vatican des années 1960 au début du XXIe siècle, colloque international, Cours princières, palais républicains et lieux de pouvoir sous l'œil de la télévision, Centre de recherche du château de Versailles, INA, CHCSC, 17-18 septembre 2009, Auditorium de l'École nationale supérieure d'Architecture de Versailles.
- Les Philosophes et leurs papes, études réunies par Jan Herman, Kris Peeters et Paul Pelckmans, introduction "les papes imaginaires des Lumières françaises" par Philippe Levillain et Hervé Yannou, et "Louis-Sébastien Mercier ou l'utopie d'un monde sans pape", p. 247-261, Rodopi, Amsterdam, New York, 2009. (ISBN 978-90-420-2692-6).
- « La controverse de Ratisbonne », dans Rome unique objet de mon ressentiment. Regards critiques sur la papauté, études réunies par Philippe Levillain, collection Ecole française de Rome 453, p. 299-317, 2011,  (ISBN 978-2-7283-0917-7)
- Jésuites et Compagnie, Paris : Lethielleux, 2007.  (ISBN 9782283610312) (traduit en roumain et polonais)
- Oraisons pour un pape défunt : mort et thanatographie de Léon XIII, dans Le pontificat de Léon XIII: les renaissances  du Saint-Siège ?, dans Collection de l’École française de Rome, Rome, 2007. (OCLC 137323594)
- Le Saint-Siège et la France religieuse du Concordat à la Séparation (1802-1914) , en collaboration avec Séverine Blenner, dans Gli archivi della Santa Sede e la Storia di Francia, Sette Città, Viterbe, 2006  (ISBN 9788878530690)
- I Église catholique : les défis de Benoît XVI , dans L’État du monde, La Découverte, Paris, 2006.  (ISBN 9782707149442)
- Les Assemblées plénières de l’épiscopat français (1906-1907). Travaux, organisation et signification, Mélanges de l’École française de Rome.Italie et Méditerranée, tome 117/2, Rome, 2005. (OCLC 99721460)
- Pie X et la Troisième République, dans Regards croisés en 1905 sur la loi de Séparation des Églises et de l'État, Presses de l'Université des Sciences sociales de Toulouse, 2005.  (ISBN 2-915699-10-0)
- Les assemblées plénières de l’épiscopat français (1906-1907): le pouvoir des évêques face à Rome et à la République, dans La sacralisation du pouvoir. Images et mises en scène, Alain Dierkens et Jacques Marx (édition), Editions de l’Université libre de Bruxelles, Problèmes d’histoire des religions, tome XIII, 2003.  (ISBN 2800413247)
- Une nonciature sans nonce : Mgr Montagnini en France, sa mission et son expulsion (1904-1906) , Actes de la table ronde de l’École française de Rome, Immunités et surveillances des résidences d’ambassadeurs, mai 2002, Mélanges de l’École française de Rome, 2008. (OCLC 259696344)
- Ephémère et éternité : média et historiographie officielle des papes au début du XXIe siècle, Liber, gesta, histoire. Ecrire l’histoire des évêques et des papes de l’Antiquité au XXIe siècle, édité par François Bougard et Michel Sot, Brepols, 2009, p. 219-239. (ISBN 9782503531229)
- Le geste et la parole : Benoît XVI et les médias, Joseph cardinal Ratzinger. Pape Benoît XVI, Institut de France-Fondation Singer-Polignac, 7 juin 2006.
- La mort en direct. La mort des papes et les médias au XXe siècle, Journée d'étude de l'École française de Rome, La mort des papes. Continuité du pouvoir et pratiques discursives XIII-XXe siècles, 7 février 2005, à paraître dans les Mélanges de l'École française de Rome.
- Monseigneur Chapon évêque de Nice et la Séparation, Rencontres de la Commission du Centenaire de la Loi de 1905 du diocèse de Nice, 19-21 février 2004.